# Абревіатура
Абревіатура (лат. abbrevio — скорочую) — складноскорочені слова, похідне слово, що виникає внаслідок абревіації — утворення з перших літер або з інших частин слів, що входять до складу назви чи поняття. Вживаються в усній та писемній мові.
Абревіатури називають також акронімами (від дав.-гр. ἄκρος — «найвищий, крайній» та ὁ ὤνυμος та τό ὄνομα, ὄνυμα а ще οὔνομα, — «ім'я»). Щодо застосування терміна «акронім» існують різні думки: за однією, акронімами називають будь-які слова, складені з перших літер чи частин слів у скорочуваному словосполученні, за іншою — тільки такі, що вимовляються як цілісні слова, а не як послідовність назв літер.
Окрім утворення із власне українських слів, абревіатури активно поповнюються запозиченнями (алгол, кобол). Багато з них є термінами: байт, варикап, вариконд.

## Назва
У Сучасному російсько-українському словнику 2008 року М. Г. Зубкова пропонують такі варіанти (порядок слів збережено): «скорочення, буквоскорот, буквоскорочення, складноскорочене слово, складноскорочена назва, абревіатура».

## Утворення абревіатур
Складноскорочені слова можуть утворюватися наступним чином:
- складанням частин кожного із твірних слів, що входять до базового словосполучення: завмаг — завідувач магазину
- складанням частини твірного слова і цілого твірного слова: держадміністрація — державна адміністрація, медсестра — медична сестра
- складанням назв початкових букв твірних слів: УТН — Українські телевізійні новини, ЛПУ — Ліберальна партія України, КЕБУ — Команда електронних бібліотек України
- складанням початкових звуків твірних слів: рацс — реєстрація актів цивільного стану
- складанням початкових частин і звуків, букв, цифр тощо: облвно — обласний відділ народної освіти, СУ-15 (Сухий — прізвище конструктора)

## Типи абревіатур
Компоненти абревіатур визначають їхні види. Літерні (ініціальні) абревіатури складаються з початкових літер (ООН, США, HAH), звукові — з початкових звуків (виш, рацс), складові — з початкових складів кожного слова словосполучення (колгосп). Існують мішані абревіатури, в яких поєднані початкова частина першого слова і ціле друге (морфлот), початок першого слова та кінець останнього (мопед — від [мо(тоцикл + велоси)пед]).
Загалом, розрізняють такі типи абревіатур:
- буквено-звукова — абревіатура ініціального типу, в якій поєднуються буквена та звукова вимова (наприклад: ІНДЗ — ін-де-зе — індивідуальне науково-дослідне завдання; ЦСКА — це-ес-ка — Центральний спортивний клуб армії);
- звукова — абревіатура, що складається з початкових звуків (ЛАЗ — Львівський автобусний завод, НАН — Національна академія наук);
- ініціальна — абревіатура, що складається з початкових літер слів, які виступають твірною базою для певного похідного (наприклад: УПА — Українська повстанська армія, СБУ — Служба безпеки України);
  - ініціальна буквена — ;
  - ініціальна звукова — ;
  - ініціально-цифрова — ;
- комбінована — ;
- літерна — ;
- мішана (змішана) — ;
- складова — ;
- словоформна — поєднання частини слова з відмінковою словоформою (Наприклад: завкафедри, коомроти, завскладу);
- телескопічна — абревіатура, утворена шляхом поєднання початкової і кінцевої частин твірного слова (Наприклад: мерон — малоеластичний капрон);
- уламкова — поєднання в абревіатурі асемантичних частин слова (Наприклад: педфак, медсанбат, студком, мехамат);
- усічено-словесна — абревіатура, утворена шляхом поєднання частини слова з повноцінним словом (Наприклад: запчастини, продтовари, Казахфільм)

## Будова морфем
Абревіатури бувають подільними і неподільними. У перших чітко виділяють усі частини, які можуть сполучатися з іншими словами чи аброморфемами. До таких в українській мові належать, наприклад, слова з елементами вет-, військ-, мат-, мед-, політ- у першій позиції (ветдопомога, ветлікар, ветпункт, ветсанітар, ветфельдшер) чи -кор, -ком, -орг — у другій (власкор, спецкор, юнкор). До морфемно неподільних належать буквені та звукові абревіатури.
Поділ абревіатур на складові частини якісно інший, ніж у нескорочених одиниць. В їхній будові виділяють своєрідні аброморфеми, межі яких не збігаються зі звичними співвідносними з ними за значенням і частково співвідносними за формою морфемами (-ком-: виконком, міськвиконком і комітет).
Подібно до інших морфем аброморфеми наділені значенням, вони повторюються у багатьох словах і в сполученні з різними основами (медкомісія, медобслуговування, медперсонал, медпрацівник), отже, використовуються як активний словотворчий формант.

## Тематична група
Абревіатури здебільшого належать до іменників і об'єднуються у великі тематичні групи назв:
- країн (КНР — Китайська Народна Республіка),
- партій (УНП — Українська народна партія),
- міжнародних організацій (ООН — Організація Об'єднаних Націй, РЄ — Рада Європи),
- центральних органів виконачої влади (СБУ — Служба безпеки України),
- машин і приладів (ЕОМ — електронно-обчислювальна машина, врубмашина, земснаряд).
- медицини (УЗД — ультразвукове дослідження)

Вони стають твірними для багатьох похідних слів, серед яких переважають іменники — назви осіб (виконкомівець, метробудівець, фізкультурник) і відносні прикметники (домобудівний, харчо-блоковий, профкомівський).

## Абревіатура в музиці
Абревіатура — скорочення і спрощення нотного запису. Абревіатуру використовують для позначення: повторення частини п'єси або окремих тактів, груп нот, подвоєння звуків, перенесення звуків на октаву вгору або вниз, інструментів у партитурі, термінів. До абревіатури відносять також мелізми.